# Religie și mitologie
Mitologia este componenta principală a religiei . Aceasta se referă la sisteme de concepte care sunt de mare importanță pentru o anumită comunitate, implicând supranaturalul sau sacrul. Religia este termenul mai general, pe lângă sistemul mitologic, care include ritualul. Fiecare mitologie este aproape întotdeauna asociată cu o anumită religie, cum ar fi mitologia greacă cu religia Greciei Antice. Separat de sistemul său religios, un mit își poate pierde importanța imediată pentru comunitate și poate evolua - departe de semnificația sacră - într-o legendă sau într-o poveste populară. 
Există o relație complexă între relatarea miturilor și punerea în scenă a ritualurilor. 

## Introducere
Relația dintre religie și mit depinde de ce definiție a „mitului” este folosită. Conform definiției lui Robert Graves, poveștile tradiționale ale unei religii sunt „mituri” dacă și numai dacă o persoană nu aparține religiei în cauză. După definiția lui Segal, toate poveștile religioase sunt mituri, doar pentru că aproape toate poveștile sunt mituri. Prin definiția folcloristilor, toate miturile sunt povești religioase (sau „sacre”), dar nu toate poveștile religioase sunt mituri: poveștile religioase care implică crearea lumii (de exemplu, poveștile din Cartea Genezei) sunt mituri; cu toate acestea, unele povești religioase care nu explică cum au ajuns lucrurile în forma lor actuală (de exemplu, hagiografii ale celor mai importanți sfinți) nu sunt mituri. În general, mitologia este principala componentă a religiei alături de ritual. De exemplu, în epoca modernă timpurie, renumiți teologi creștini au elaborat mitologii complexe cu vrăjitoare care au contribuit la intensificarea proceselor vrăjitoarelor. Oxford Companion to World Mitology oferă următorul rezumat și următoarele exemple:
Pentru credincioși, poveștile religioase  reprezintă „Biblia” — relatări folosite pentru a susține, explica sau motiva ritualele unui anumit sistem, teologia și etica — iar pentru oamenii ce aparțin altor culturi sau altor sisteme de credință, acestea sunt doar mituri. […] Este greu de crezut că Buddha a fost conceput într-un vis de către un elefant alb, deci numim și acea poveste un mit. Dar, desigur, povești precum despărțirea Mării Roșii pentru evreii fugari, Călătoria de noapte a lui Mohamed,  Învierea lui Iisus Hristos sunt în mod clar relatări iraționale pentru care, un hindus sau un budist ar putea folosi cuvântul „mit”. Toate aceste povești pot fi definite ca fiind mituri deoarece conțin evenimente ce contrazic  atât experiența intelectuală cât și cea fizică asupra realității.
 Majoritatea definițiilor „mitului” limitează miturile la povești. Astfel, elementele non-narative ale religiei, precum ritualul, nu sunt mituri. 

### Teologie și mit
Termenul de teologie apare pentru prima dată în scrierile filosofilor greci Platon și Aristotel. Inițial, teologia și mitologia erau sinonime. Cu timpul, ambii termeni au căpătat caracteristici diferite: 
În primul rând, teologia este o încercare spirituală sau religioasă a „credincioșilor” de a-și explica credința. În acest sens, aceasta nu este neutră și nu este tratată din perspectiva observației obiective — spre deosebire de o istorie generală a religiilor. Din abordarea religioasă nu reiese o schemă formală și neutră, lipsită de presupuneri în cadrul căreia toate religiile ar putea fi incluse. În al doilea rând, teologia este influențată de originile sale în tradițiile grecești și creștine, în sensul în care chiar circumstanțele de origine sunt cele care pun în pericol transferul acestui concept către alte religii. 
 Potrivit lui Hege, atât teologia primitivă, cât și cea modernă sunt inevitabil constrânse de fundamentul lor mitic: 
Din punct de vedere hermeneutic, teologii trebuie să recunoască faptul că gândirea mitică pătrunde în textele biblice. Din punct de vedere dogmatic, teologii trebuie să fie conștienți de elementele mitologice ale teologiei și de cât de mult se bazează teologia pe forme și funcții mitice, mai ales prin prisma conștientizării noastre despre ubicuitatea mitului. 

### Religie
Religia este credința ce include supranaturalul, sacrul sau divinul, dar și codurile morale, practicile, valorile și instituțiile asociate cu o astfel de credință, deși unii savanți, cum ar fi Durkheim, ar susține că supranaturalul și divinul nu sunt aspecte ale tuturor religiilor. Credințele și practicile religioase pot include următoarele: o divinitate sau o ființă superioară, escatologie, practici de cult, practici de etică și politică. Unele religii nu includ toate aceste caracteristici. 

### Mitologie
Termenul mitologie se referă de obicei fie la un sistem de mituri, fie la studiul miturilor. Cu toate acestea, cuvântul „mit” în sine are mai multe definiții (și unele contradictorii): 
- 2007: Conform Dicționarului Merriam-Webster, „Mitul”: 1 a: o poveste de obicei tradițională a unor evenimente în aparență istorice, care servește la dezvăluirea unei părți din viziunea asupra lumii a unui popor sau la explicarea unei practici, credințe sau a unui fenomen natural. b: Pildă, alegorie . 2 a: o credință populară  sau tradiție care s-a dezvoltat în jurul a ceva sau cuiva; în special: una care întruchipează idealurile și instituțiile unei societăți sau al unui segment al societății . 2b: o noțiune nefondată sau falsă. 3: o persoană sau un lucru care are o existență imaginară sau imposibil de verificat. 4: întregul sistem de mituri.[14]

În ceea ce privește studiul culturii și al religiei, acestea sunt unele dintre definițiile folosite de experți: 
- 1968: Clasicistul Robert Graves definește miturile drept „orice legende religioase sau eroice care sunt atât de străine experienței unui student încât acesta nu le poate considera adevărate”.[15]
- 1973: Un alt clasicist, GS Kirk, respinge ideea că toate miturile sunt religioase sau sacre. În categoria „mit”, el include multe relatări legendare care sunt „laice” în practică.[16]
- 1997: Folcloriștii definesc un mit ca „o narațiune sacră care explică modul în care lumea și omenirea au ajuns la forma lor actuală”.[17]
- 2004: În studiile religioase, cuvântul „mit” este de obicei rezervat poveștilor ale căror personaje principale sunt zei sau semizei.[18]
- 2004: Clasicistul Richard Buxton definește un mit ca „o poveste tradițională cu un impact puternic asupra societății”.[19]
- 2004: Robert A. Segal, profesor de teorii ale religiei la Universitatea Lancaster, definește în linii mari „mitul” ca orice poveste ale cărei „figuri principale [sunt] personalități - divine, umane sau chiar animale. Excluse ar fi forțele impersonale precum Binele lui Platon.”

## Asemănările diferitelor mitologii religioase
Având în vedere oricare dintre definițiile de mai sus ale „mitului”, miturile multor religii, atât antice cât și moderne, au elemente comune. Câteva asemănări dominante între mitologiile religioase: 
- Un paradis inițial precedent timpului istoric obișnuit [20]
- Povestea unui zeu care înfruntă moartea și învie ( zeitate de tip viață-moarte-înviere ). [21] [22]
- Geografia mitică a multor religii implică un axis mundi, sau un centru cosmic. [23]
- Miturile creației
- Zeitate supremă
- Călătoria eroului

Asemănările dintre culturi și diferite epoci pot fi utile, dar de obicei nu este ușor să combini credințele și istoria diferitelor grupuri. Simplificarea culturilor și a diferitelor epoci prin eliminarea datelor amănunțite rămân vulnerabile sau nefondate în acest domeniu de cercetare. 

## Contrastele diferitelor mitologii religioase
Deși există asemănări între majoritatea mitologiilor religioase, există și diferențe. Multe mitologii se concentrează pe explicarea universului, a fenomenelor naturale sau a altor teme ale existenței umane, atribuind adesea liberul arbitru uneia sau mai multor zeități sau altor forțe supranaturale. Cu toate acestea, unele religii au foarte puține povești de acest tip pentru a explica crearea universului. De exemplu, parabola budistă a săgeții otrăvite avertizează în legătură cu unele speculații precum „Este oare lumea veșnică sau nu? Este sufletul separat de trup? Există sau nu iluminare după moarte?”; considerându-le ca fiind irelevante pentru scopul final, acela de a scăpa de suferință. 

## Opinii academice
În domeniul academic, termenul „mit” se referă adesea la poveștile considerate adevărate (și nu fictive) de către culturile în cauză.  Astfel, mulți experți vor numi o colecție de povești „mitologie”, lăsând fără răspuns întrebarea dacă poveștile sunt adevărate sau false. De exemplu, în Arborele sufletelor: Mitologia iudaismului, profesorul englez Howard Schwartz scrie, „definiția 'mitologiei' oferită aici nu încearcă să stabilească dacă narațiunile biblice sau ulterioare sunt adevărate sau false, adică exacte sau nu din punct de vedere istoric”.
 

De la începutul filozofiei moderne și al științei în secolul al XVI-lea, mulți intelectuali occidentali au văzut mitul ca învechit. De fapt, unii au susținut că religia creștină s-ar descurca mai bine fără mitologie sau chiar că creștinismul s-ar descurca mai bine fără religie: 
 [J.A.T.] Robinson a argumentat în favoarea „detașării doctrinei creștine a lui Dumnezeu de orice dependență necesară asupra unei viziuni a lumii 'supranaturaliste' ”. El a înțeles acest lucru ca un aspect profetic al slujirii bisericii pentru lume. [...] În vremea aceea, ateismul era privit ca Evanghelia creștină care ar trebui să fie propovăduită lumii. J.J. Altizer, de exemplu, a susținut cu îndrăzneală acest lucru afirmând: „De-a lungul istoriei sale, teologia creștină a fost împiedicată să-și atingă obiectivul intrinsec prin legătura sa cu un transcendent, un suveran și un Dumnezeu impasibil”. [...] [Dietrich] Bonhoffer a făcut referire constant la „creștinismul fără religie”. 
 În secolul XX, mulți savanți au opus rezistență acestei tendințe, apărând mitul de critica modernă. Mircea Eliade, profesor de istorie a religiilor, a declarat că mitul nu a împiedicat progresul religiei, că mitul este un fundament esențial al religiei și că eliminarea mitului va elimina o parte din psihicul uman. Eliade a abordat mitul cu multă înțelegere într-un moment în care gânditorii religioși încercau să scape religia de elementele sale mitologice: 
 Eliade a scris despre „cer și zeii cerului” când teologia creștină a fost zdruncinată chiar din temelii de teologia „morții lui Dumnezeu”. El a vorbit despre „Dumnezeu acolo sus”, când teologi precum J.A.T. Robinson erau ocupați să șteargă limbajul mitic al unui univers cu trei etaje care întărește gândirea creștină timpurie și experiența. 
 În mod similar, Joseph Campbell credea că oamenii nu își pot înțelege existența individuală fără să fie ajutați de mitologie. Reamintind semnificația vechilor mituri, el a încurajat conștientizarea acestora. Răspunzând la o întrebare dintr-un interviu „Cum ați defini mitologia?”, Joseph Campbell a afirmat: 
 Definiția mea preferată a mitologiei: religia altor oameni. Definiția mea preferată a religiei: neînțelegerea mitologiei. 

## Opinii religioase
Majoritatea religiilor conțin un ansamblu de povești sacre tradiționale despre care se crede că exprimă adevărul profund. Unele organizații religioase și unii practicanți cred că unele sau toate poveștile lor tradiționale nu sunt doar sacre și „adevărate”, ci și exacte din punct de vedere istoric și revelatoare ale divinului și că numirea unor astfel de povești „mituri” desconsideră statutul lor special. Alte organizații religioase și alți practicanți nu au nicio problemă cu clasificarea poveștilor lor sacre ca mituri. 

### Opoziția clasificării tuturor poveștilor sacre ca mituri

#### Opoziția contemporană
Unii credincioși religioși se simt jigniți când ceea ce consideră ei a fi aspecte istorice ale credinței lor sunt etichetate drept „mit”. Acești credincioși disting între fabulele religioase sau mituri, pe de o parte, și acele relatări sacre care sunt descrise de tradiția lor ca fiind istorie sau revelație, pe de altă parte. De exemplu, preotul catolic, părintele John A. Hardon, insistă asupra faptului că „creștinismul nu este mitologie. În ceea ce credem noi nu sunt fantezii religioase, oricât de pioase ar fi.” Teologul creștin evanghelic Carl F.H. Henry  a insistat asupra faptului că „revelația iudeo-creștină nu are nimic în comun cu categoria mitului”. 

#### "Mitul", rădăcinile sensului popular
În special în creștinism, obiecția față de cuvântul „mit” are o bază istorică. În vremea lui Hristos, lumea greco-romană începuse să folosească termenul „mit” (din grecescul muthos) cu sensul de „fabulă, ficțiune, minciună”; ca urmare, primii teologi creștini au folosit  cuvântul „mit” cu acest sens.  Astfel, sensul derogatoriu al cuvântului „mit” este sensul tradițional creștin, iar expresia „mitologie creștină”, așa cum este folosită în discursul academic,  poate jigni creștinii din acest motiv. 
În plus, această folosire a termenului „mit”  în perioada timpurie a creștinismului a trecut în uzul popular.  Astfel, atunci când misterele sacre esențiale și învățăturile sunt descrise drept mit, în engleza modernă, cuvântul încă face aluzie adesea la „fantezie nefondată, ficțiune sau falsitate”.  Această descriere ar putea fi considerată ca un atac direct la credința religioasă, pe deplin opusul sensului aparent intenționat de utilizarea academică a termenului. Mai mult, în scrierile academice, deși „mitul” înseamnă de obicei o poveste fundamentală de viziune asupra lumii,chiar și în aceste scrieri este uneori ambiguu sau denotă în mod evident „falsitate”, ca în „ teoria mitului lui Hristos ”. Termenul inițial " mythos " (care nu are nicio conotație peiorativă în engleză) poate fi o alegere mai potrivită pentru a distinge definiția pozitivă de cea negativă.  

### Lipsa de opoziție cu privire la clasificarea poveștilor sacre ca mituri
Clericii moderni și practicanții din cadrul unor mișcări religioase clasifică fără nicio reținere poveștile sacre ale religiei drept „mituri”. Ei consideră că textele sacre conțin într-adevăr adevăruri religioase, fiind de inspirație divină, dar transmise în limba omenirii. Urmează câteva exemple. 

#### Creștinism
Iubirea lui J.R.R.Tolkien pentru mituri și credința catolică devotată s-au reunit în afirmația lui că mitologia este ecoul divin al „Adevărului”.  Tolkien a scris că miturile dețineau „lucruri fundamentale”. El a exprimat aceste credințe în poezia sa Mythopoeia  (1931), care descrie crearea de mituri ca un act de „sub-creație” în cadrul creației primare a lui Dumnezeu.  Poezia spune despre creație că este „țesută din mit și modelată de spiriduși”: 

Opinia lui Tolkien a fost adoptată de un alt scriitor creștin, C.S. Lewis, în conversațiile lor: „Tolkien i-a explicat lui Lewis că povestea lui Hristos a fost adevăratul mit  aflat chiar în inima istoriei și la rădăcina realității.” C.S. Lewis a numit cu naturalețe povestea lui Hristos un „mit adevărat ” și a crezut că, chiar și miturile păgâne exprimă adevăruri spirituale. În opinia sa, diferența dintre povestea lui Hristos și miturile păgâne este că povestea lui Hristos este adevărată atât din punct de vedere istoric cât și spiritual. Lewis scrie, 
 Povestea lui Hristos este pur și simplu un mit adevărat: un mit care lucrează asupra noastră în același mod ca și celelalte, dar cu această diferență extraordinară că s-a întâmplat cu adevărat: și oamenii trebuie să se mulțumească să îl accepte în același mod, amintind că este mitul lui Dumnezeu în timp ce celelalte sunt mituri ale oamenilor: prin poveștile păgâne, Dumnezeu se exprimă pe El însuși prin mintea poeților, folosind imaginile precum le-a găsit acolo, în timp ce creștinismul este Dumnezeu care se exprimă pe Sine prin ceea ce numim lucruri reale. 
 Un alt scriitor creștin, preotul catolic, părintele Andrew Greeley, aplică liber termenul „mit” creștinismului. În cartea sa Mituri ale religiei, el apără această terminologie:  
 Mulți creștini s-au opus propriei mele utilizări a acestui cuvânt [mit] chiar și atunci când l-am definit în mod specific. Sunt îngroziți de un cuvânt care poate avea chiar o ușoară sugestie de fantezie. Cu toate acestea, utilizarea mea proprie este cea care este comună între istoricii religiei, criticii literari și sociologi. Este o utilizare importantă și utilă; nu există niciun alt cuvânt care să transmită ce înseamnă aceste tradiții savante atunci când se referă la mit. Creștinul ar fi bine sfătuit să treacă peste frica lui de cuvânt și să aprecieze cât de important poate fi un instrument pentru înțelegerea conținutului credinței sale. 
 La o „consultație a relației dintre tradiția wesleyană și științele naturii” din Kansas City, Missouri, pe 19 octombrie 1991, Dennis Bratcher a prezentat o discuție despre adaptarea gândirii mitice din Orientul Apropiat de către israeliți. Bratcher a susținut că Vechiul Testament a absorbit mitologia păgână din Orientul Apropiat (deși a făcut o distincție accentuată între miturile interpretate literal ale păgânilor din Orientul Apropiat și utilizarea „mitopoetică” a reprezentărilor din miturile păgâne de către evrei). În cadrul acestei prezentări, el a dat următoarea declarație:  
 termenul „mit” așa cum este folosit aici nu înseamnă „fals” sau „ficțiune”. Chiar și în vechiul și îngălbenitul meu Webster, „ficțiunea” este al treilea sens al cuvântului. În sensul său principal și mai tehnic „mitul” se referă la o poveste sau la o colecție de povești care servesc în a explica modul în care o anumită societate își privește lumea. 

#### Iudaism
Unii savanți evrei, printre care Dov Noy, profesor de folclor la Universitatea ebraică și fondator al Arhivelor Poveștilor Populare din Israel, și Howard Schwartz, antolog evreu și profesor englez la Universitatea Missouri - St. Louis, au discutat despre poveștile tradiționale evreiești ca fiind parte din „mitologie “. 
Schwartz a scris cartea Arborele sufletelor: Mitologia iudaismului . Conține mituri și declarații de credință extrase din—și, în unele cazuri, sintetizate dintr-o serie de fragmente extrase din—texte evreiești biblice și non-biblice. Potrivit lui Schwartz, poporul evreu continuă să elaboreze și să adauge completări la mitologia lor tradițională.  În introducerea cărții, Schwartz afirmă că, cuvântul „mit”, așa cum este folosit în carte, „nu este oferit să însemne ceva care nu este adevărat, ca în utilizarea populară actuală”. 

#### Neopăgânism
Neopăgânii se referă frecvent la poveștile lor sacre ca  la „mituri”. Asatru, o renaștere modernă a păgânismului germanic, susține „ că colecția Eddas de mituri și legendele scandinave reprezintă înțelepciunea de inspirație divină a religie [sale] “.  Wicca, o altă mișcare neopăgână, aplică, de asemenea, termenul „mitologie” în poveștile sale. 

## Diverse
Sistemul decimal Dewey acoperă religia din gama 200, cu cărți despre „ Mitologia religioasă și teologia socială ”, un subset listat la numărul 201. 

## Vezi si
General
- Mitologia comparativă
- Mitul creației
- Ezoterism
- Magie și religie
- Mit și ritual
- Teologia mitică
- Societatea teosofică

Mitologia religiilor lumii
- Mitologia budistă
- Mitologia creștină
- Mitologia hindusă
- Mitologia islamică
- Mitologia evreică

### Citate
1. ↑  Bultmann, Rudolf (2005). KERYGMA AND MYTH by Rudolf Bultmann and Five Critics edited by Hans Werner Bartsch. Harper & Row. p. 21.
2. ↑  Rue 2005, pp. 315. : religious traditions are, essentially, mythic traditions
3. ↑  Rue 2005, pp. 144-145. : "At the core of every religious tradition there is found a narrative vision, a myth unifying ultimate reality and value, a story that is expressed, transmitted, and revitalized by a variety of ancillary strategies."
4. ↑  Leeming 2005, Introduction, xi. : "Religious stories are “holy scripture” to believers — narratives used to support, explain, or justify a particular system’s rituals, theology, and ethics — and are myths to people of other cultures or belief systems."
5. ↑  Gieysztor 1982, p. 5. : "Przez mitologię, stanowiącą część główną religii, rozumiemy system personifikacji, alegorii i symboliki, które wyrażały stosunek człowieka do świata. "
6. ↑  Levack, Brian P. (2013). The Oxford Handbook of Witchcraft in Early Modern Europe and Colonial America. Oxford University Press. pp. 48–49. ISBN 0-19-515669-2.
7. ↑  Leeming 2005, Introduction.
8. ↑  Leeming 2005, Religion and Myth.
9. ↑  Segal 2004, p. 5. See Buxton, p. 18: "There are three elements in [my] definition [of mythology]. The least problematic is the notion of story: a 'myth' is a narrative, a set of events structured into a sequence". (Bolding added)
10. ↑  „Theology”. Britannica. Arhivat din original la 18 august 2018.
11. ↑  Hege, Brent A. R. (2017). Myth, History, and the Resurrection in German Protestant Theology. p. 132.
12. ↑  "Religion", Encyclopædia Britannica 2007.
13. ↑  "Mythology", OED, 2007.
14. ↑  "Myth", Merriam-Webster Online Dictionary, 2007.
15. ↑  Graves 1968, p. v.
16. ↑  Kirk 1973, p. 11.
17. ↑  Dundes 1997, p. 45.
18. ↑  Segal 2004, p. 5.
19. ↑  Buxton, p. 18
20. ↑  Eliade, Myths, Dreams and Mysteries, 1967 p. 59.
21. ↑  „copie arhivă”. Arhivat din original la 18 septembrie 2008. Accesat în 10 decembrie 2019.
22. ↑  Eliade, Myths, Rites, Symbols: A Mircea Eliade Reader, 1976, pp. 372-75.
23. ↑  "The Parable of the Arrow"
24. ↑  Eliade, Myth and Reality, p. 1, 8-10; The Sacred and the Profane, p. 95
25. 1 2  Schwartz, p. lxxviii
26. ↑  See Armstrong, pp. 122-27. For example, an 18th century intellectual movement called deism rejected myths about divine intervention, limiting God's role to that of a first cause (Robinson), and a 20th century movement led by the theologian Rudolf Bultmann sought to "demythologize" Christianity, reinterpreting its myths as psychological allegory (Segal, pp. 47-51; Muthuraj). Some 19th and early 20th century secular scholars predicted that science would replace myth, even in religion. The anthropologist Edward Burnett Tylor argued that science was pushing traditional mythology out of religion, which would henceforth consist only of metaphysics and ethics (Segal, p. 14). And the anthropologist Sir James George Frazer even wrote, "In the last analysis, magic, religion, and science are nothing but theories of thought; and as science has supplanted its predecessors, so it may hereafter be itself superseded by some more perfect hypothesis" (Frazer, p. 712).
27. 1 2  Muthuraj
28. ↑  Segal, p. 3
29. ↑  According to religious thought, said Eliade, myths establish models for human behavior, and "the more religious man is, the more paradigmatic models does he possess as a guide to his attitudes and actions" (Eliade, The Sacred and the Profane, p. 100). Eliade believed that modern novels, ideologies, customs, and pastimes contain "mythological elements" (Eliade, Myth and Reality, pp. 181-93), and that some mythological elements fall within the "transconscious", which Eliade defined as a set of universal human images, symbols, and sentiments (Eliade, Images and Symbols, pp. 16-17).
30. ↑  For example, Campbell claimed that mythology's primary function is "that of eliciting and supporting a sense of awe before the mystery of being" (Campbell, p. 519), and that mythology also serves "to initiate the individual into the order of realities of his own psyche" (Campbell, p. 521).
31. ↑  Campbell, Thou Are That, p. 111 [in:] James W. Menzies, True Myth, s. 25
32. ↑  Hardon
33. ↑  Carl F. H. Henry, quoted by Mohler
34. ↑  Eliade, Myth and Reality, 1968, p. 162.
35. 1 2  Grassie, William (martie 1998). „Science as Epic? Can the modern evolutionary cosmology be a mythic story for our time?”. Science & Spirit. 9 (1). The word 'myth' is popularly understood to mean idle fancy, fiction, or falsehood; but there is another meaning of the word in academic discourse. A myth, in this latter sense of the word, is a story that serves to define the fundamental worldview of a culture .... Using the original Greek term mythos is perhaps a better way to distinguish this more positive and all-encompassing definition of the word.
36. ↑  Eliade, Myths, Dreams and Mysteries, 1967, p. 23.
37. ↑  Wood
38. ↑  Menion, 2003/2004 citing essays by Tolkien using the words "fundamental things".
39. ↑  Tolkien, Mythopoeia, circa 1931.
40. ↑  Pearce
41. ↑  letter to Arthur Greeves, quoted by Brown
42. ↑  Greeley, Myths of Religion; quoted in Bierlein 1994, pp. 304-5.
43. ↑  Bratcher
44. ↑  Schram
45. ↑  Schwartz, p. lxxv
46. ↑  "About Us"
47. ↑  "The Wheel of the Year / the Sabbats"; "What is Wicca?"; "Workshops and Talks"
48. ↑  "Dewey Decimal Classification (DDC) system". Online Computer Library Center, 2005. (PDF)

## Linkuri externe
- „ Mitologie ”. Enciclopedia Columbia, ediția a șasea, 2005.
- Baskin-Jones, Michele, „ Moartea, moartea și viața de apoi în religie și mitologie Arhivat în 14 mai 2007, la Wayback Machine. ”. dying.about.com (ed., acum la Deathanddyingonline.com Arhivat în 14 mai 2007, la Wayback Machine. . )
- „ Religie și mitologie   : Resurse selectate Arhivat în 10 octombrie 2009, la Wayback Machine. ". Biblioteca Universității din Wisconsin, 2004.
- Occultopedia : Enciclopedia ocultă și inexplicabilă.
- Arhiva de text sacru pe Internet